# Frans Piët
Frans Piët (1905-1997) est un auteur de bande dessinée néerlandais connu pour avoir développé à partir de 1938 la série d'aventure humoristique Sjors en Sjimmie, une adaptation locale du comic strip américain Winnie Winkle.